# Biophytum mimosoides
Biophytum mimosoides är en harsyreväxtart som först beskrevs av A. St.-hil., och fick sitt nu gällande namn av George Don jr. Biophytum mimosoides ingår i släktet Biophytum och familjen harsyreväxter. Inga underarter finns listade i Catalogue of Life.